# 约瑟夫·奇马·萨拉
约瑟夫·奇马·萨拉（1937年10月21日—1977年9月）柬埔寨天主教徒，曾任天主教金边宗座代牧区主教。

## 生平
他于1937年出生在金边，后来成为神父，被派往巴黎，1964年被授予圣秩，到天主教马德望宗座监牧区任职，后又回到法国进修。
1975年4月14日，梵蒂冈圣座任命奇马·萨拉为助理主教，回到了柬埔寨。然而在不久后，红色高棉建立民主柬埔寨政权。红色高棉禁止一切宗教信仰，摧毁宗教建筑。所有在柬埔寨的外国人都被驱逐出境，法国籍的天主教金边宗座代牧区主教伊夫·拉穆斯亦是被驱逐的一员。
1976年，伊夫·拉穆斯卸任主教职务，由奇马·萨拉继任。但奇马·萨拉被红色高棉送到磅同省的稻田进行劳动，并于1977年9月因为营养不良死去。
2015年5月1日，柬埔寨教会请求将他与33名在红色高棉政权时期逝世的天主教徒一起封圣。